# Mariano Planells
Mariano Planells Cardona (Ibiza, 1952) cursó estudios de Filosofía y Letras y es licenciado en Ciencias de la Información y trabajador free-lance en Mariano Productions y otros. Ha viajado por el mundo y estudiado el arte, el turismo y las culturas mediterráneas, que ha plasmado en numerosas publicaciones.  

## Trabajos en prensa
Desde 1972 ha colaborado en el Diario de Ibiza de forma asidua. Actualmente en Periódico de Ibiza, Traveler (viajes) y en su propio blog Mariano Digital. Su firma ha aparecido con más o menos regularidad en el Diario de Mallorca, Última Hora, Baleares, Menorca, La Vanguardia, El Periódico y en numerosas revistas. También para radio y televisiones.

## Trabajos en Turismo
Es autor de varias guías de Ibiza y Formentera y coordinador de una guía editada en Kino Verlag, Hamburgo.

## Ediciones
Desde 1982 hasta 1993 publicó el Anuario de Ibiza y Formentera y la revista turística IBIZA IN.
Ha alentado numerosos proyectos e iniciativas culturales y turísticas en Baleares.[cita requerida]

## Crítico de Arte
Especializado en el arte actual de Ibiza, Baleares y España y en la actualidad muestra un espíritu crítico ante la banalidad de muchas obras, instalaciones efímeras  y videos.

## Libros publicados
- Ibiza, la senda de los elefantes (dos volúmenes)
- Tanit y las niñas de purpurina, 1981
- Diccionario de Secretos de Ibiza (7 ediciones)
- Lagartijas azules en París
- Somos Fenicios
- El Nacimiento de babel
- Los límites del Paraíso
- Història d’Eivissa
- Guía mágica de Ibiza
- Monografías de Coronado, Vicent Calbet, Antonio Villanueva, Antonio Hormigo, Antonio Pomar, etc.
- Conversaciones con Mompó.
- Memorias de Axel

Y otros textos y catálogos, colaboraciones en diccionarios, enciclopedias, centros de documentación y otros.